# Gandharva

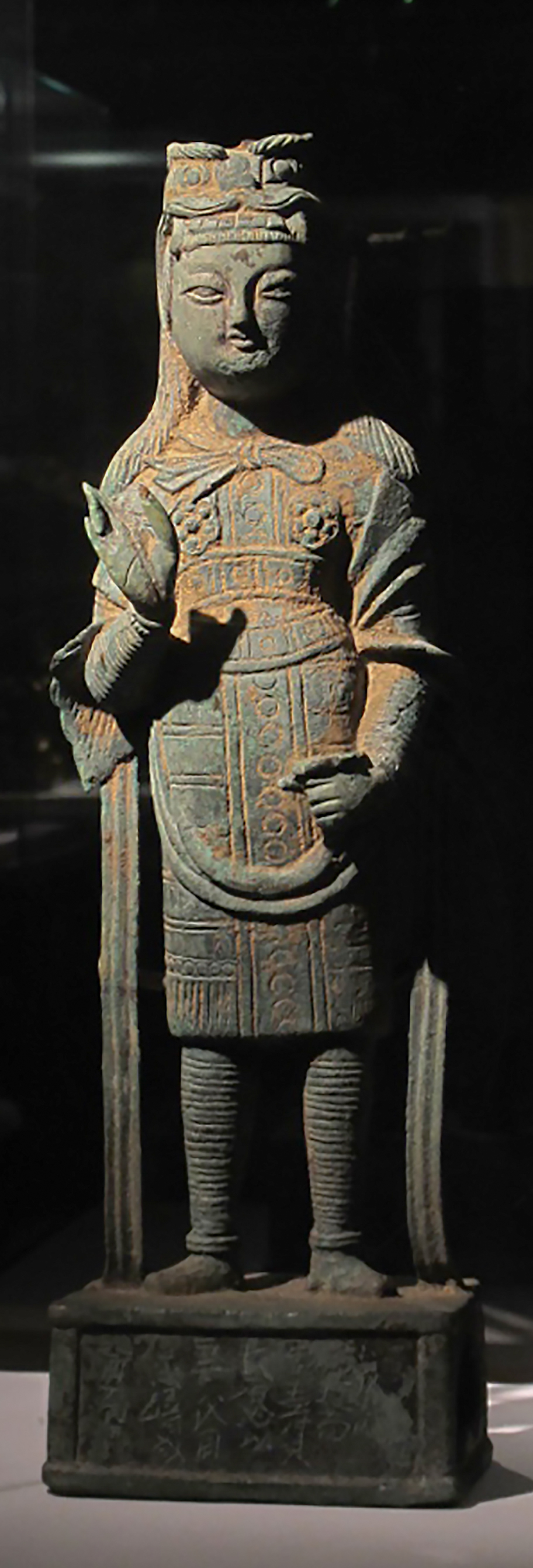
Phù điêu đồng một Càn Thát Bà tại Hàn Quốc.

Gandharva (tiếng Hindi: गन्धर्व, Hán-Việt: 乾闼婆 / Càn Thát Bà / Càn-thát-bà, tiếng Hàn: 간달바, tiếng Nhật: ガンダルヴァ, tiếng Thái: คนธรรพ์, tiếng Indonesia: Gandarwa) là một thuật ngữ chỉ các thiên sứ trong thế giới quan Ấn giáo và Phật giáo, đồng thời là danh hiệu đặt cho các ca sĩ có tay nghề cao trong âm nhạc cổ điển Ấn Độ (tương tự divo / diva tại Âu châu).